# Arremon torquatus
El cerquero cabecilistado (Arremon torquatus), también denominado matorralero cejiblanco, cerquero vientre blanco y gorrión montés listado, es una especie de ave paseriforme de la familia Passerellidae.

## Distribución y hábitat
Se extiende por los bosques de los Andes de Perú, Bolivia y el noroeste de Argentina.
Por lo general es común en los bosques, sobre todo en altitudes de 2.000 a 3.000 metros (6.600 a 9.800 pies), pero localmente se produce en niveles bajos.

## Taxonomía
El cerquero cabecilistado estuvo clasificado en el género Buarremon. Hasta 2010 esta especie incluía muchas subespecies extendiéndose por todos los Andes y montañas de América Central, que se excindieron en varias especies:
- Arremon torquatus (con las subespecies fimbriatus y borelli) en los Andes del noroeste de Argentina al extremo sur de Perú.
- Arremon atricapillus (con la subespecie tacarcunae).
- Arremon assimilis (con las subespecies larensis, nigrifrons y poliophrys) en los Andes de Perú a Venezuela.
- Arremon perijanus (monotípico) en las montañas de Perijá en la frontera de Colombia y Venezuela.
- Arremon basilicus (monotípico) en las montañas de Santa Marta en Colombia.
- Arremon phaeopleurus (monotípico) en la Cordillera de la Costa occidental de Venezuela.
- Arremon phygas (monotípico) en la Cordillera de la Costa oriental de Venezuela.